# Андрена велика
Андрена велика (Andrena magna) — вид комах з родини Andrenidae. Один із 65 видів голарктичного підроду Melandrena всесвітньо поширеного роду Andrena (близько 1500 видів). Один із 170 видів роду у фауні України. Має значення як запилювач різних видів степових рослин. Вид занесений до Червоної книги України.

## Морфологічні ознаки
Самиця завдовжки 16—19 мм. Тіло чорне, крила чорно-фіолетові. Вершинні частини тергумів червонувато-коричневі. Голова та груди у густому, досить довгому, повністю чорному або коричнювато-чорному запушенні, іноді з білою перев'язкою на грудях. 1 тергум у досить довгому, рідкому чорному або коричнювато-чорному запушенні, 2–4 тергуми на боках апікального краю з невеликими плямами з густих білих волосків, плями на 3–4 тергумах однакового розміру, стегна задніх ніг у білих або сірих довгих волосках; гомілкова сумка коричнювато-жовта, в основі гомілки чорно-коричнева, по нижньому краю біла. Анальна торочка чорна до коричневої. Самець: схожий на самицю. 2–4 тергуми черевця майже повністю опушені короткими світлими волосками. Верхня губа, наличник та плями на верхніх щелепах жовті. Вершинні частини 2–4 тергумів темні, коричневого кольору, довжина тіла 14–15 мм. (За Осичнюк, 1977).

## Поширення
Рідкісний понтійський вид. Відомий з Греції, Туреччини, Румунії, Вірменії, Грузії та України, де зустрічається лише в Криму (Опукський, Карадазький та Казантипський ПЗ, Тарханкут, с. Оленівка, с. Міжводне, околиці м. Сімферополя).

## Особливості біології
У Криму має 2 покоління; літає з середини травня до кінця липня. Полілект — зустрічається на різноманітних видах степових рослин. Особливості гніздування не відомі. Інші представники роду викопують гнізда в землі, за що отримали назву «земляні бджоли».

## Загрози та охорона
Чисельність знижується через різке зменшення степових ділянок.
Охороняється в Опукському, Карадазькому та Казантипському ПЗ. Необхідно створити заказники в інших місцях мешкання виду та охороняти його кормові рослини.